# Muncan
Muncan is een bestuurslaag in het regentschap Karangasem van de provincie Bali, Indonesië. Muncan telt 6597 inwoners (volkstelling 2010).